# قائمة المستشفيات في الأردن
شهد القطاع الصحي في الاردن منذ تأسيس امارة شرق الاردن إنجازات مهمة في مجال الصحة وتطوير قطاع الرعايةالصحية، فقد كان الأردن من أوائل دول المنطقة في تطوير معايير اعتماد المؤسسات الطبية، وأُنشئ مجلس مستقل لاعتماد المؤسسات الصحية عام 2007، وتم إقرار نظام للمساءلة الطبية، وحصل 18 مستشفى حكومي و100 مركز صحي على الاعتماد العام من مجلس اعتماد المؤسسات الصحية.

وتوسعت الخدمات الصحية خلال هذه المرحلة لتشمل أنحاء البلاد كافة من أجل تحقيق العدالة وتسهيل وصول المواطنين للخدمات الصحية؛ فارتفع عدد المستشفيات الحكومية من 23 مستشفى في عام 1999 إلى 31 مستشفى في عام 2023، وازداد عدد الأسرّة فيها من 3222 سريراً في عام 1999 إلى 5884 سريراً عام 2022: فيما يلي قائمة بالمستشفيات في الاردن منذ تأسيس امارة شرق الاردن وحتى اليوم.

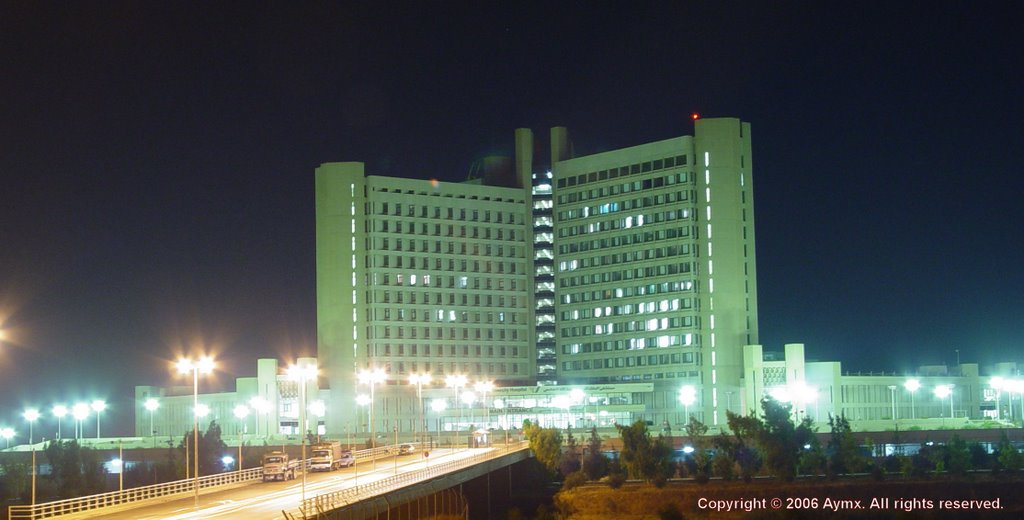
مستشفى الملك المؤسس عبد الله الجامعي في الرمثا، التابع لجامعة العلوم والتكنولوجيا الأردنية.

## عمان
- مستشفى الكندي[2][3][4]
- المستشفى الإسلامي - العبدلي
- مستشفى دار السلام
- مدينة الحسين الطبية
- مستشفى عبد الهادي للعيون
- مستشفى عاقلة للولادة والاطفال
- المستشفى الأهلي (عمان)
- مستشفى البيادر
- مستشفى الحنان العام
- مستشفى الحياة العام
- مركز الخالدي الطبي
- مستشفى الشهيد أبو دية
- مستشفى الأمل
- مستشفى الأقصى
- مستشفى البشير
- مستشفى الإسراء
- مستشفى الجزيرة
- مستشفى الكرامة للتأهيل النفسي
- مستشفى المواساة
- مستشفى الجاردنز
- مستشفى القدس
- مستشفى الدكتور أحمد الحمايدة
- مستشفى الدكتور جميل التوتنجي
- مستشفى العيون التخصصي
- مركز فرح للتأهيل
- مستشفى فرح
- مستشفى هبة
- مستشفى ابن الهيثم
- مستشفى عمان الجراحي
- المركز العربي الطبي
- مستشفى جبل عمان
- مستشفى الأردن
- مستشفى الهلال الأحمر الأردني
- مستشفى الجامعة الأردنية
- مركز الحسين للسرطان
- مستشفى لوزميلا
- مستشفى الملكة رانيا للأطفال - (مدينة الحسين الطبية)
- المركز الملكي الأردني لإعادة التأهيل
- مستشفى الشميساني
- المستشفى التخصصي
- مستشفى تلاع العلي
- مركز الملكة علياء لأمراض وجراحة القلب
- مستشفى الملكة علياء العسكري
- مستشفى ملحس
- مستشفى ميلاد
- المركز الوطني لتأهيل المدمنين
- مستشفى فلسطين
- مستشفى فيلادلفيا
- مستشفى الأمير حمزة
- المستشفى الاستشاري
- مستشفى الاستقلال
- مركز الأمير حسين بن عبدالله لأمراض وجراحة الكلى والمسالك البولية وزراعة الأعضاء
- مستشفى العبدلي (مركز العبدلي الطبي)

## الزرقاء
- مستشفى الضليل
- مستشفى الحكمة الحديث
- مستشفى الرازي الجديد
- مستشفى الزرقاء الحكومي الجديد
- مستشفى الزرقاء الوطني
- مستشفى جبل الزيتون
- مستشفى الأمير فيصل بن الحسين
- مستشفى قصر شبيب
- مستشفى الأمير هاشم بن الحسين العسكري

## اربد
- مستشفى أبو عبيدة
- مستشفى القواسمي
- مستشفى النجاح
- مستشفى الرمثا
- مستشفى اليرموك - لواء بني كنانه
- مستشفى ابن النفيس
- مستشفى إربد الإسلامي
- مستشفى إربد التخصصي
- مستشفى الملك المؤسس عبد الله الجامعي
- مستشفى راهبات الوردية
- مستشفى الروم الكاثوليك
- مستشفى معاذ بن جبل - الاغوار
- مستشفى الأميرة رحمة
- مستشفى الأميرة راية
- مستشفى الأميرة بديعة
- مستشفى الأميرة بسمة
- مستشفى الأميرة راشد بن الحسن العسكري - ايدون

## المفرق
- مستشفى المفرق
- مصح النور للأمراض الصدرية المعروف باسم العروبية
- مستشفى الرويشد
- مستشفى النسائية والأطفال
- مستشفى الملك طلال العسكري
- مستشفى سارة التخصصي

## جرش
- مستشفى الصفاء التخصصي
- مستشفى جرش الحكومي
- مستشفى الأميرة هيا العسكري

## عجلون
- مستشفى الإيمان

## الكرك
- مستشفى الكرك الحكومي
- مستشفى السلام
- مستشفى شركة البوتاس
- المستشفى الإيطالي (الكرك)
- مستشفى غور الصافي
- مستشفى الأمير علي بن الحسين العسكري

## معان
- مستشفى الملكة رانيا
- مستشفى معان

## البلقاء
- مستشفى الرشيد
- مستشفى الأميرة إيمان
- مستشفى الشونة الجنوبية
- المركز الوطني للصحة النفسية
- مستشفى السلط الحكومي الجديد.

## الطفيلة
- مستشفى الأمير زيد بن الحسين

## مادبا
- مستشفى النديم
- مستشفى المحبة
- مستشفى الأميرة سلمى

## العقبة
- مستشفى العقبة الحديث
- المستشفى الإسلامي (العقبة)
- مستشفى الأمير هاشم العسكري